# Pietro Negri (pittore)

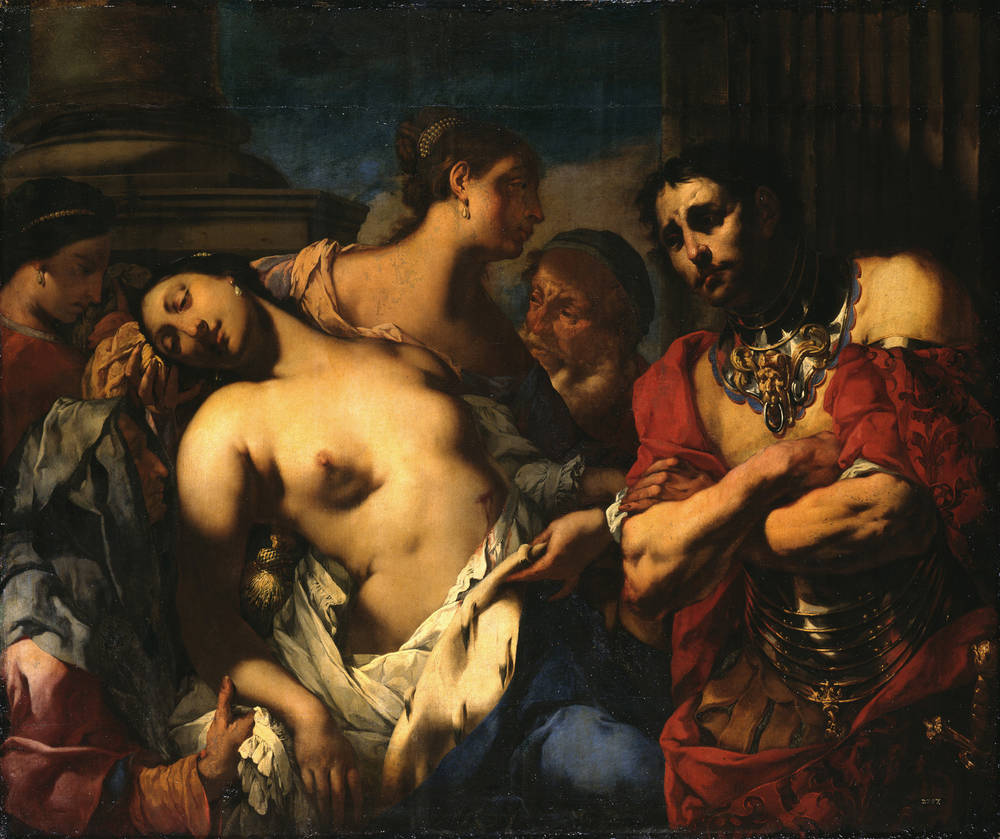
Nerone esamina il corpo di Agrippina, 1670-79, Dresda, Gemäldegalerie Alte Meister

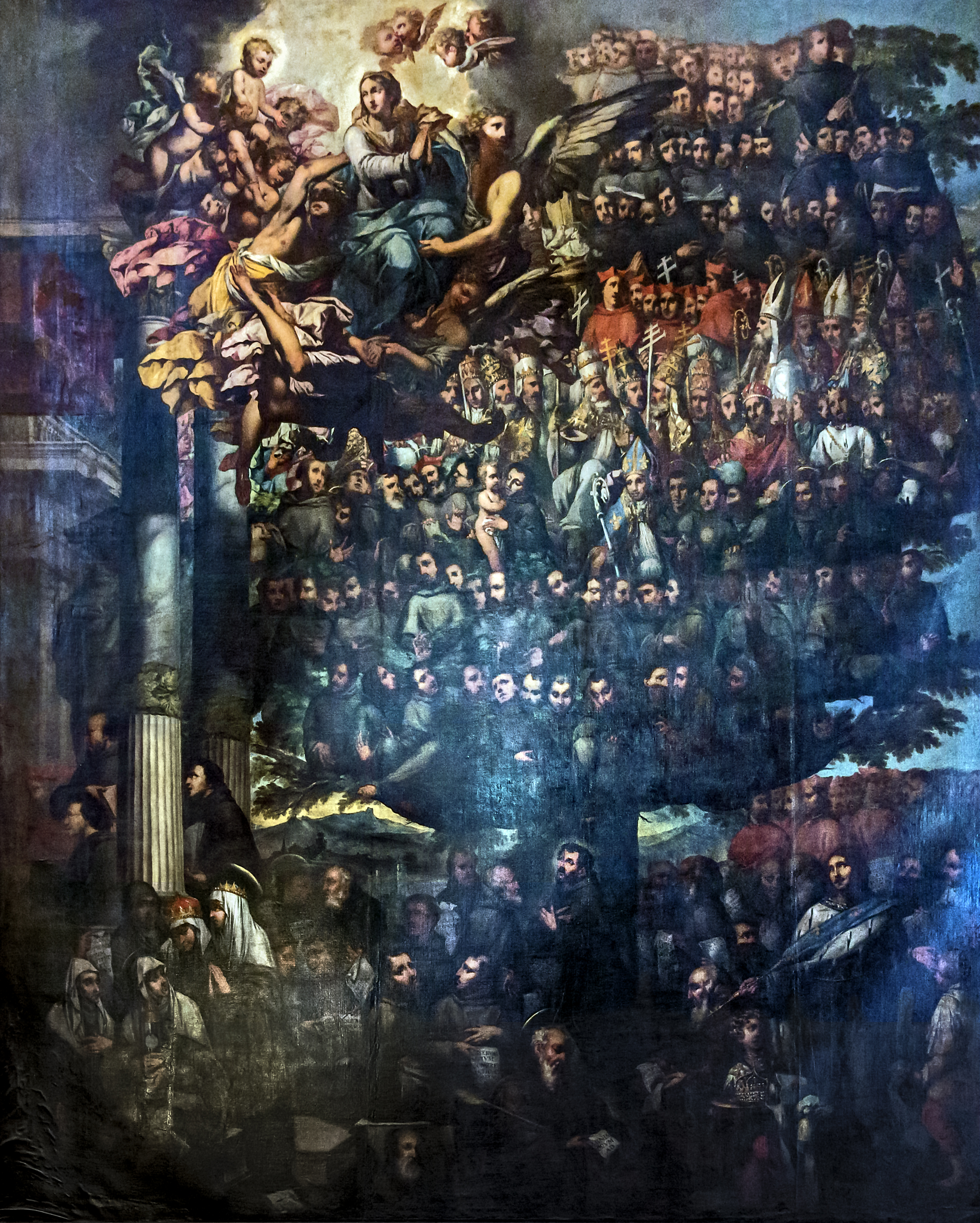
Albero serafico dei tre Ordini francescani, 1670, olio su tela, ca. 700 x 600 cm, Venezia, Frari.

Pietro Negri (Venezia, 1628 – Venezia, 31 maggio 1679) fu un pittore veneziano del tardo barocco, appartenente alla cosiddetta corrente dei tenebrosi.

## Biografia
Nacque nel 1628, molto probabilmente a Venezia: vi è incertezza circa il nome del padre, che in due documenti conservati nell'archivio della chiesa parrocchiale di Santa Margherita (datati 1670 e 1673) compare rispettivamente come Lunardo e Francesco.
Il suo primo maestro di pittura fu Matteo Ponzone; successivamente fu discepolo di Francesco Ruschi, insieme ad Antonio Zanchi, Francesco Rosa e Federico Cervelli.
Nei suoi esordi fu molto vicino, stilisticamente, ad Antonio Zanchi, a sua volta seguace della maniera del genovese Giovan Battista Langetti, che intorno alla metà del XVII secolo riprendeva a Venezia lo stile drammatico di Luca Giordano.
Il primo dato cronologico certo risale al 1658, quando Negri firmò l'incisione sull'antiporta dell'Antioco di Nicolò Minato, stampato con i tipi di Andrea Giuliani.
Mancano, invece, dipinti attribuibili con sicurezza a Pietro Negri fino all'inizio degli anni sessanta del XVII secolo.
Un suo dipinto con Antonio e Cleopatra viene datato verso il 1664.  Sue sono anche una Venere che piange la morte di Adone, Semiramide che riceve la notizia dell'insurrezione a Babilonia, e Venere e Amore. 
Nel 1670 Negri dipinse l'Albero serafico dei tre Ordini francescani, conservato a Venezia nella basilica di Santa Maria Gloriosa dei Frari.
Uno dei lavori più noti di Negri è Nerone che esamina il corpo di Agrippina, oggi alla Gemäldegalerie Alte Meister di Dresda, un'opera nella quale Negri riprende un soggetto già affrontato in un dipinto precedente.
Sposato con Franceschina Maria Barbara, Negri ebbe due figli, battezzati il 31 maggio 1670 e il 26 settembre 1671 a Santa Margherita. Rimasto vedovo, nella stessa chiesa veneziana contrasse seconde nozze il 14 febbraio 1673 con Angela Caroli, vedova di un mercante.
Nel 1673 Negri realizzò il proprio capolavoro, il telero con i Santi Rocco e Marco che intercedono presso la Vergine per la cessazione della peste a Venezia, posto, su iniziativa del Guardian Grande Angelo Acquisti, lungo la parete sinistra della seconda rampa dello scalone della Scuola Grande di San Rocco, di fronte al dipinto di Antonio Zanchi del 1666 con La peste del 1630. Del dipinto della Scuola di San Rocco si possiede anche il modelletto, oggi in collezione privata. 
Opere più tardive sono il Compianto del Cristo morto nella chiesa di Santa Maria Formosa, il Buon Samaritano in collezione privata a Udine, Salome riceve la testa di Giovanni Battista in collezione privata, e La Verità e il Tempo nel Museo civico di Asolo.
Fu suo allievo il pittore Simone Brentana (Venezia, 1656 - Verona, 1742).
Pietro Negri morì di tubercolosi, a Venezia, il 31 maggio 1679, dopo tre giorni di agonia: fu sepolto a spese della vedova nella chiesa di Sant'Agostin, abbattuta nel XIX secolo.